# Holtedahlfjella
Holtedahlfjella o montes Kurze es una cordillera formada principalmente por rocas desnudas, crestas y montañas alrededor de 37 km de largo y 11 km de ancho en los montes Orvin de la Tierra de la Reina Maud. Sobresale entre los montes Drygalski al oeste y los montes Gagarin y Conrad al este.
Holtedahlfjella / montes Kurze fueron descubiertos y trazados a partir de fotografías aéreas tomadas por la Expedición Antártica alemana bajo Alfred Ritscher, 1938–39, quien los llamó Kurze por el director de la División Naval del anterior Marineleitung (Almirantazgo Alemán). Fueron descritos de nuevo por el Norsk Polarinstitutt a partir de investigaciones y fotos aéreas tomadas por la expedición antártica noruega, 1956–60, y se les dio el nombre de "Holtedahlfjella." La correlación del nombre anterior (Kurze) con este rasgo es bastante definido y se recomienda en favor de la uniformidad internacional y la continuidad histórica.
Aquí hay alturas como el pico Kubbestolen, de 2070 m s. n. m.